# Csernisov Gépgyár
A Csernisov Gépgyár, teljes nevén a V. V. Csernisov nevét viselő Moszkvai Gépgyártó Vállalat NyRt. (oroszul: ОАО Московское машиностроительное предприятие имени В.В. Чернышёва [Moszkovszkoje masinosztroityelnije predprijatyije imenyi V. V. Csernisova]) Moszkvában működő, gázturbinás hajtóműveket előállító orosz gépgyártó vállalat, mely repülőgéphajtóművek karbantartásával és nagyjavításával is foglalkozik. Az 1970-es években a gyár Krasznij Oktyabr (Vörös Október) néven működött.

## Története
1932-ben hozták létre repülőgépjavító műhelyek alapjain, kezdetben a 82. sz. üzem néven működött, majd 1942-ben az 500-as sorszámot kapta. Az első időszakban a könnyű polgári repülőgépekhez gyártott MG-motorsorozatot gyártotta. A második világháború idején az üzem a Pe–8 nehézbombázó és a Jer–2 távolsági bombázó egyes példányain alkalmazott M–30 és ACS–30B repülőgépmotorokat gyártotta. A háborút követő években álltak át a gázturbinás sugárhajtóművek gyártására.
Az 1940-es évek végétől az 500-as gyár készítette a Szovjetunióban az első sorozatgyártású gázturbinás sugárhajtóművek közé tartozó, a brit Rolls-Royce Derwent Mk. V gázturbinás sugárhajtómű licenc nélküli másolatának számító RD–500 gázturbinás sugárhajtóművet, (a típusjelzésben szereplő szám a gyártóra, az 500-as gépgyárra utal), később pedig a megbízhatóbb, nagyobb élettartamú VK–1 hajtómű gyártására állt át. Az 1950-es években a Jak–25-höz gyártották az RD–9A gázturbinás sugárhajtóművet, valamint a csak néhány példányban megépített La–350 Burja interkontinentális robotrepülőgéphez az SZ2.1150 folyékony hajtóanyagú rakétahajtóműből egy kisebb sorozatot gyártottak.
A gyár 1958-tól a nagy mennyiségben előállított MiG–21-hez használt R–11F–300-as gázturbinás sugárhajtóművet, később a MiG–23-as különféle változataink alkalmazott R–27–300, R–29–300 és R–35 sugárhajtóművek készültek a gyárban. 1973-ig mintegy 12 ezer R–11-es gázturbinás sugárhajtóművet állítottak elő, az R–27-ből és az R–29-ből kb. négyezer darab készült.
1977-től a Krasznij Oktyabr gyár vezetője Vlagyimir Csernisov (1934–1983) volt, akinek a nevét 1983-as halálát követően, később felvette a vállalat. Az 1990-es évek elején a gyár a MiG MAPO-hoz került, és a TMKB Szojuz vállalattal együtt az RSZK MiG hajtóműgyártó részlegét alkotta. 2008-tól a gyár részvényeinek 50%-át plusz egy részvényt az orosz repülőgéphajtómű-gyártókat összefogó állami Egyesített Hajtóműgyártó Vállalat (ODK) birtokolja.

## Gyártmányai

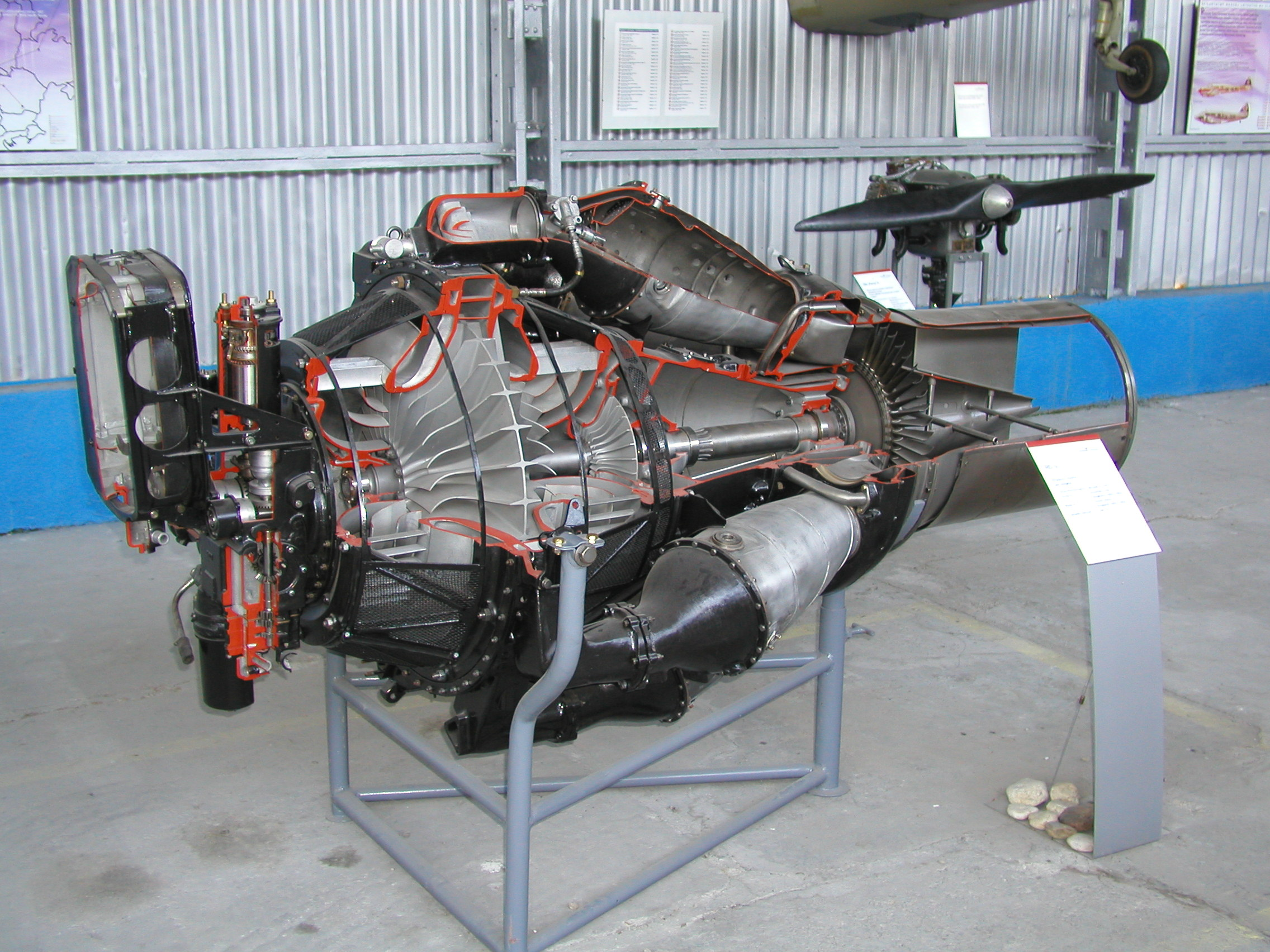
RD–500 gázturbinás sugárhajtómű

### Korábbi gyártmányai
- M–30
- ACS–30B
- RD–500
- VK–1
- AM–5
- SZ2–1150 folyékony hajtóanyagú rakétahajtómű
- R–11F–300, R–11AF–300
- R–27–300
- R–29–300
- R–35

### Jelenlegi gyártmányai
- RD–33
- RD–93
- RD–33MM
- TV7–117SZM, TV7–117SZT
- RD–1700